# 1. ŽNL Dubrovačko-neretvanska 2016./17.
Ovaj članak je podtema članka: 4. rang HNL-a 2016./17.

1. ŽNL Dubrovačko-neretvanska u sezoni 2016./17. predstavlja ligu četvrtog ranga hrvatskog nogometnog prvenstva.  

Sudionici ovog natjecanja su nogometni klubovi na području najjužnije hrvatske županije, Dubrovačko-neretvanske. U ligi je sudjelovalo trinaest klubova, a održava se u periodu jesenske i proljetne polusezone dvokružnim sistemom. Svi klubovi međusobno igraju jedni protiv drugih jednom kao gosti i jednom kao domaćini. Pobjednik ove lige kao i ostalih 4 dalmatinskih županijskih liga ide u doigravanje za 3. HNL – Jug
U sezoni 2016./2017. Prvak NK Župa dubrovačka je ostvario nastup u kvalifikacijama za viši rang, ali je u dvije utakmice bio bolji predstavnik 1. ŽNL Splitsko-dalmatinske, NK Urania iz Baške Vode. Nitko nije ispao u niži rang natjecanja 2. ŽNL jer se liga iduće sezone proširila.
Posljednji klub koji je ostvario promociju u viši rang natjecanja je  GOŠK Dubrovnik u sezoni 2015./2016.

## Sudionici
| Klub               | Sjedište  |
| ------------------ | --------- |
| NK Croatia         | Gabrili   |
| NK Grk             | Potomje   |
| NK Gusar           | Komin     |
| NK Hajduk 1932     | Vela Luka |
| NK Jadran 1929     | Smokvica  |
| NK Konavljanin     | Čilipi    |
| NK Maestral        | Krvavac   |
| ONK Metković       | Metković  |
| NK Omladinac       | Lastovo   |
| NK Orebić          | Orebić    |
| NK Slaven          | Gruda     |
| NK Žrnovo          | Žrnovo    |
| NK Župa dubrovačka | Čibača    |

## Ljestvica
| Mj. | Klub               | U  | P  | N | I  | G+ | G- | Bodovi | Sljedeća sezona                         |
| --- | ------------------ | -- | -- | - | -- | -- | -- | ------ | --------------------------------------- |
| 1.  | Župa dubrovačka    | 24 | 17 | 4 | 3  | 45 | 12 | 55     | Kvalifikacije za 3. HNL – Jug           |
| 2.  | Croatia            | 24 | 17 | 2 | 5  | 66 | 26 | 53     | 1. ŽNL Dubrovačko-neretvanska 2017./18. |
| 3.  | Gusar Komin        | 24 | 14 | 6 | 4  | 53 | 19 | 48     | 1. ŽNL Dubrovačko-neretvanska 2017./18. |
| 4.  | Orebić             | 24 | 10 | 7 | 7  | 48 | 33 | 37     | 1. ŽNL Dubrovačko-neretvanska 2017./18. |
| 5.  | ONK Metković       | 24 | 10 | 6 | 8  | 38 | 32 | 36     | 1. ŽNL Dubrovačko-neretvanska 2017./18. |
| 6.  | Hajduk Vela Luka   | 24 | 11 | 3 | 10 | 36 | 46 | 36     | 1. ŽNL Dubrovačko-neretvanska 2017./18. |
| 7.  | Maestral Krvavac   | 24 | 9  | 8 | 7  | 37 | 34 | 35     | 1. ŽNL Dubrovačko-neretvanska 2017./18. |
| 8.  | Slaven Gruda       | 24 | 10 | 4 | 10 | 34 | 31 | 34     | 1. ŽNL Dubrovačko-neretvanska 2017./18. |
| 9.  | Grk Potomje        | 24 | 11 | 1 | 12 | 37 | 56 | 34     | 1. ŽNL Dubrovačko-neretvanska 2017./18. |
| 10. | Jadran Smokvica    | 24 | 6  | 7 | 11 | 33 | 43 | 25     | 1. ŽNL Dubrovačko-neretvanska 2017./18. |
| 11. | Konavljanin Ćilipi | 24 | 7  | 3 | 14 | 32 | 45 | 24     | 1. ŽNL Dubrovačko-neretvanska 2017./18. |
| 12. | Omladinac Lastovo  | 24 | 3  | 3 | 18 | 18 | 60 | 12     | 1. ŽNL Dubrovačko-neretvanska 2017./18. |
| 13. | Žrnovo             | 24 | 2  | 4 | 18 | 14 | 54 | 10     | 1. ŽNL Dubrovačko-neretvanska 2017./18. |

## Doigravanje za 3. HNL – Jug
U doigravanju sudjeluju četiri prvaka županijskih liga na prostoru Dalmacije. Igraju se dvije utakmice, a parovi se dobivaju izvlačenjem. Pobjednici doigravanje plasiraju se u viši rang natjecanja. 
Prvaci županijskih liga u sezoni 2016./2017.:
- 1. ŽNL Dubrovačko-neretvanska – Župa dubrovačka
- 1. ŽNL Splitsko-dalmatinska – Urania Baška Voda
- 1. ŽNL Šibensko-kninska – Zagora Unešić
- 1. ŽNL Zadarska –  Škarbrnja

Prve utakmice odigrane su 11. lipnja 2017. u 17:30; uzvrati odigrani 15. lipnja 2017. u 17:30
| Prva momčad       | Rez. | Druga momčad           | 1. ut. | 2. ut. |
| ----------------- | ---- | ---------------------- | ------ | ------ |
| Urania Baška Voda | 7:0  | Župa dubrovačka Čibača | 6:0    | 1:0    |
| Škabrnja          | 1:6  | Zagora Unešić          | 0:2    | 1:4    |

Urania i Zagora ostvarili plasman u 3. HNL – Jug za 2017./18.

## Rezultati
| 1. kolo, 11. rujna 2016.      | 1. kolo, 11. rujna 2016. |
| ----------------------------- | ------------------------ |
| Maestral – Metković           | 0:0                      |
| Omladinac – Hajduk Vela Luka  | 2:2                      |
| Konavljanin – Jadran Smokvica | 2:2                      |
| Grk – Croatia Gabrile         | 2:2                      |
| Gusar – Orebić                | 1:0                      |
| Župa dubrovačka – Slaven      | 2:0                      |
| [ 2 ]                         |                          |

| 2. kolo, 18. rujna 2016.   | 2. kolo, 18. rujna 2016. |
| -------------------------- | ------------------------ |
| Orebić – Maestral          | 0:0                      |
| Žrnovo – Konavljanin       | 2:0                      |
| Metković – Župa dubrovačka | 1:1                      |
| Grk – Croatia Gabrile      | 1:1                      |
| Jadran – Gusar             | 1:0                      |
| Slaven – Grk               | 2:1                      |
| [ 2 ]                      |                          |

| 3. kolo, 25. rujna 2016. | 3. kolo, 25. rujna 2016. |
| ------------------------ | ------------------------ |
| Župa dubrovačka – Orebić | 2:1                      |
| Omladinac – Slaven       | 0:1                      |
| Maestral – Jadran        | 3:0                      |
| Grk – Metković           | 2:1                      |
| Hajduk – Croatia         | 2:2                      |
| Gusar – Žrnovo           | 3:0                      |
| [ 2 ]                    |                          |

| 4. kolo, 9. listopada 2016. | 4. kolo, 9. listopada 2016. |
| --------------------------- | --------------------------- |
| Hajduk – Metković           | 1:4                         |
| Župa dubrovačka – Žrnovo    | 1:0                         |
| Maestral – Konavljanin      | 2:0                         |
| Croatia – Slaven            | 2:1                         |
| Grk – Jadran                | 1:2                         |
| Omladinac – Orebić          | 0:1                         |
| [ 2 ]                       |                             |

| 5. kolo, 16. listopada 2016.  | 5. kolo, 16. listopada 2016. |
| ----------------------------- | ---------------------------- |
| Gusar – Maestral              | 0:0                          |
| Metković – Croatia            | 0:1                          |
| Jadran – Omladinac            | 4:1                          |
| Konavljanin – Župa dubrovačka | 0:2                          |
| Orebić – Hajduk               | 4:1                          |
| Žrnovo – Grk                  | 1:2                          |
| [ 2 ]                         |                              |

| 6. kolo, 23. listopada 2016. | 6. kolo, 23. listopada 2016. |
| ---------------------------- | ---------------------------- |
| Omladinac – Žrnovo           | 1:0                          |
| Croatia – Orebić             | 2:3                          |
| Grk – Konavljanin            | 2:0                          |
| Hajduk – Jadran              | 2:1                          |
| Župa dubrovačka – Gusar      | 1:1                          |
| Slaven – Metković            | 2:0                          |
| [ 2 ]                        |                              |

| 7. kolo, 30. listopada 2016. | 7. kolo, 30. listopada 2016. |
| ---------------------------- | ---------------------------- |
| Konavljanin – Omladinac      | 2:1                          |
| Maestral – Župa dubrovačka   | 3:0                          |
| Žrnovo – Hajduk              | 1:2                          |
| Gusar – Grk                  | 7:0                          |
| Orebić – Slaven              | 4:0                          |
| Jadran – Croatia             | 2:0                          |
| [ 2 ]                        |                              |

| 8. kolo, 6. studenog 2016. | 8. kolo, 6. studenog 2016. |
| -------------------------- | -------------------------- |
| Slaven – Jadran            | 3:1                        |
| Croatia – Žrnovo           | 5:2                        |
| Grk – Maestral             | 3:0                        |
| Metković – Orebić          | 2:1                        |
| Hajduk – Konavljanin       | 1:0                        |
| Župa dbk – Slaven          | 2:2                        |
| [ 2 ]                      |                            |

| 9. kolo, 13. studenog 2016. | 9. kolo, 13. studenog 2016. |
| --------------------------- | --------------------------- |
| Jadran – Metković           | 4:0                         |
| Gusar – Hajduk              | 5:0                         |
| Župa dubrovačka – Grk       | 5:0                         |
| Konavljanin – Croatia       | 1:3                         |
| Maestral – Omladinac        | 3:1                         |
| Omladinac – Gusar           | 2:2                         |
| [ 2 ]                       |                             |

| 10. kolo, 20. studenog 2016. | 10. kolo, 20. studenog 2016. |
| ---------------------------- | ---------------------------- |
| Hajduk – Maestral            | 1:1                          |
| Slaven – Konavljanin         | 3:0                          |
| Croatia – Gusar              | 1:0                          |
| Metković – Žrnovo            | 3:0                          |
| Orebić – Jadran              | 0:0                          |
| Župa dubrovačka – Omladinac  | 2:0                          |
| [ 2 ]                        |                              |

| 11. kolo, 27. studenog 2016.       | 11. kolo, 27. studenog 2016. |
| ---------------------------------- | ---------------------------- |
| Žrnovo – Orebić                    | 1:4                          |
| Župa dubrovačka – Hajduk           | 1:0                          |
| Gusar – Slaven                     | 2:0                          |
| Konavljanin – Metković             | 2:2                          |
| Maestral – Croatia                 | 1:3                          |
| Slaven – Maestral                  | 2:1*                         |
| *unaprijed odigrana utakmica 4.12. |                              |

| 12. kolo, 4. prosinca 2016.      | 12. kolo, 4. prosinca 2016. |
| -------------------------------- | --------------------------- |
| Orebić – Konavljanin             | 6:2                         |
| Croatia – Župa dubrovačka        | 1:3                         |
| Metković – Gusar                 | 1:1                         |
| Jadran – Žrnovo                  | 0:0                         |
| Hajduk – Grk                     | 2:1                         |
| Grk-Omladinac                    | 3:1*                        |
| zaostala utakmica odigrana 11.12 |                             |

| 13. kolo, 5. ožujka 2017. | 13. kolo, 5. ožujka 2017. |
| ------------------------- | ------------------------- |
| Croatia – Grk             | 9:1                       |
| Slaven – Župa dubrovačka  | 0:0                       |
| Metković – Maestral       | 1:1                       |
| Jadran – Konavljanin      | 2:3                       |
| Orebić – Gusar            | 1:1                       |
| Hajduk – Omladinac        | 2:1                       |
| [ 2 ]                     |                           |

| 14. kolo                   | 14. kolo |
| -------------------------- | -------- |
| Župa dubrovačka – Metković | 1:0      |
| Grk – Slaven               | 2:1      |
| Konavljanin – Žrnovo       | 5:0      |
| Gusar – Jadran             | 2:0      |
| Omladinac – Croatia        | 1:7      |
| Maestral – Orebić          | 2:2      |
| [ 2 ]                      |          |

| 15. kolo                 | 15. kolo |
| ------------------------ | -------- |
| Croatia – Hajduk         | 2:1      |
| Slaven – Omladinac       | 4:0      |
| Metković – Grk           | 3:0      |
| Žrnovo – Gusar           | 1:4      |
| Orebić – Župa dubrovačka | 0:0      |
| Jadran – Maestral        | 2:2      |
| [ 2 ]                    |          |

| 16. kolo                 | 16. kolo |
| ------------------------ | -------- |
| Slaven – Hajduk          | 1:0      |
| Župa dubrovačka – Jadran | 4:1      |
| Gusar – Konavljanin      | 4:0      |
| Grk – Orebić             | 3:2      |
| Maestral – Žrnovo        | 3:0      |
| Slaven – Croatia         | 1:2      |
| [ 2 ]                    |          |

| 17. kolo                 | 17. kolo |
| ------------------------ | -------- |
| Konavljanin – Maestral   | 3:4      |
| Jadran – Grk             | 0:1      |
| Metković – Hajduk        | 5:3      |
| Žrnovo – Župa dubrovačka | 0:1      |
| Orebić – Omladinac       | 4:0      |
| Omladinac – Jadran       | 0:2*     |
| *zaostala utakmica       |          |

| 18. kolo                      | 18. kolo |
| ----------------------------- | -------- |
| Župa dubrovačka – Konavljanin | 1:0      |
| Hajduk – Orebić               | 3:2      |
| Grk – Žrnovo                  | 3:1      |
| Maestral – Gusar              | 0:1      |
| Croatia – Metković            | 4:1      |
| Omladinac – Metković          | 0:1*     |
| *unaprijed odigrana utakmica  |          |

| 19. kolo                | 19. kolo |
| ----------------------- | -------- |
| Metković – Slaven       | 2:0      |
| Jadran – Hajduk         | 2:3      |
| Žrnovo – Omladinac      | 0:2      |
| Orebić – Croatia        | 1:0      |
| Konavljanin – Grk       | 1:2      |
| Gusar – Župa dubrovačka | 1:0      |
| [ 2 ]                   |          |

| 20. kolo                   | 20. kolo |
| -------------------------- | -------- |
| Hajduk – Žrnovo            | 2:0      |
| Grk – Gusar                | 1:2      |
| Croatia – Jadran           | 3:0      |
| Omladinac – Konavljanin    | 0:1      |
| Slaven – Orebić            | 5:1      |
| Župa dubrovačka – Maestral | 4:1      |
| [ 2 ]                      |          |

| 21. kolo                         | 21. kolo |
| -------------------------------- | -------- |
| Gusar – Omladinac                | 5:0      |
| Žrnovo – Croatia                 | 0:4      |
| Maestral – Grk                   | 0:3      |
| Konavljanin – Hajduk             | 2:0      |
| Jadran – Slaven                  | 4:2      |
| Metković – Jadran                | 3:1*     |
| *zaostala utakmica odigrana 7.5. |          |

| 22. kolo                           | 22. kolo |
| ---------------------------------- | -------- |
| Grk – Župa dubrovačka              | 0:4      |
| Croatia – Konavljanin              | 2:1      |
| Slaven – Žrnovo                    | 0:0      |
| Hajduk – Gusar                     | 2:3      |
| Orebić – Metković                  | 1:1      |
| Omladinac – Župa dubrovačka        | 1:4*     |
| *unaprijed odigrana utakmica 14.5. |          |

| 23. kolo               | 23. kolo |
| ---------------------- | -------- |
| Orebić – Žrnovo        | 4:0      |
| Slaven – Gusar         | 1:0      |
| Hajduk – Župa          | 1:0      |
| Metković – Konavljanin | 2:1      |
| Croatia – Maestral     | 3:0 (bb) |
| Omladinac – Grk        | 3:0      |
| [ 2 ]                  |          |

| 24. kolo, 28. svibnja 2017. | 24. kolo, 28. svibnja 2017. |
| --------------------------- | --------------------------- |
| Maestral – Slaven           | 3:0                         |
| Grk – Hajduk                | 3:4                         |
| Konavljanin – Orebić        | 3:0                         |
| Župa dubrovačka – Croatia   | 1:0                         |
| Gusar – Metković            | 4:2                         |
| Žrnovo – Jadran             | 1:1                         |
| [ 2 ]                       |                             |

## Poveznice
- 3. HNL – Jug 2016./17.
- 2. ŽNL Dubrovačko-neretvanska 2016./17.
- Kup Županijskog nogometnog saveza Dubrovačko-neretvanske županije 2016./17.
- 1. ŽNL Splitsko-dalmatinska 2016./17.
- ŽNL Šibensko-kninska 2016./17.
- 1. ŽNL Zadarska 2016./17.
- 1. ŽNL Dubrovačko-neretvanska 2017./18